# Proyecto Especial de Irrigación e Hidroenergético de Olmos
El Proyecto Especial de Irrigación e Hidroenergético de Olmos, inaugurado en 2014 en el distrito de Olmos, departamento de Lambayeque, consiste en el trasvase de las aguas del río Huancabamba de la vertiente del Atlántico a la vertiente del Pacífico a través de un túnel trasandino de 20 km para su aprovechamiento en la irrigación de tierras eriazas y la generación hidroenergética, que va ha permitir irrigar 43,500 (Ha) de terrenos eriazos. El valor inicial en el 2004 del proyecto a ejecutar fue de 184 millones de dólares, sin embargo para 2014 la obra se terminó costando 580 millones de dólares.
La obra es una iniciativa  privada autosostenible. Parte de las tareas del componente de Trasvase incluye la Presa Limón (5°53'53.7"S 79°33'01.5"W) de 43 m de altura, cuyo objetivo fue crear un embalse para regular los caudales estacionales del río Huancabamba y derivar luego las aguas a través del túnel trasandino, el túnel trasandino fue la obra más difícil de Olmos, al pasar por debajo de la cordillera de los Andes, garantizando el suministro de agua para los usuarios de las tierras. El volumen total de embalse es de 44 hm³, siendo el volumen útil de 30 hm³.
El objetivo principal del proyecto es la creación de un polo de desarrollo económico y el mejoramiento de las condiciones de vida de la población en el norte árido del país

## Historia
En 1920, durante el gobierno del presidente Augusto Leguía, el Ing. Charles Sutton propuso el gran Proyecto y luego el ferreñafano Manuel Mesones sentaron las bases para el desarrollo rural de Lambayeque, al proponer el trasvase de las aguas del río Huancabamba de la vertiente del Atlántico a la vertiente del Pacífico a través de un túnel trasandino, para la irrigación de las tierras de Olmos. Posteriormente con los estudios de los Ing. Antúnez de Mayolo y Lisandro Mercado el Proyecto se convirtió en el Proyecto de Irrigación e Hidroenergético Olmos.
Durante el Gobierno de Velasco, dos empresas soviéticas realizaron un Estudio Definitivo considerado como la piedra angular de la viabilidad del proyecto. Las obras del túnel trasandino se inician a finales de los 1970s pero se detienen por falta de fondos.
Finalmente, con el presidente Alejandro Toledo y el presidente regional de Lambayeque Yehude Simón, el proyecto se puso en concurso público internacional. El 22 de julio de 2004 el Gobierno Peruano, a través del Gobierno Regional de Lambayeque (GRL)subscribieron el Contrato de Concesión para el componente de Trasvase con la empresa "Concesionaria Trasvase Olmos SA filial de Odebretch por un valor inicial de 184 millones de dólares. Seis años después,  el 11 de junio de 2010, con la presencia del presidente Alan García  y la presidenta de la Región Nery Saldarriaga, el Gobierno Regional de Lambayeque firmó contrato de Concesión con  (enlace roto disponible en Internet Archive; véase el historial, la primera versión y la última). H2Olmos SA conocida como Odebretch. para la concesión del componente de Irrigación del Proyecto por 222 millones de dólares en el año 2010.
El túnel trasandino se culminó de construir en diciembre de 2011. Desde septiembre del 2012, se iniciaron los trabajos del componente de irrigación, que comprende la infraestructura mayor de riego: Bocatoma Miraflores, Canal Principal de 12 kilómetros de longitud, túnel de 2 km de longitud, un embalse

## Objetivos
El objetivo del proyecto es regular y trasvasar los recursos hídricos del río Huancabamba, de la vertiente del océano Atlántico, hacia el río Olmos, de la vertiente del océano Pacífico, mediante un túnel trasandino que tiene una longitud de 19,3 km y un diámetro de 4,8 m, para su posterior aprovechamiento en generación de energía eléctrica y en la irrigación a desarrollarse en una zona de condiciones climáticas muy favorables para la producción agropecuaria y gran disponibilidad de tierras, que, pese a su excelente calidad, han sido clasificadas como desérticas debido al reducido nivel de precipitación.
El potencial del Proyecto Olmos, identificado en estudios definitivos que fueron realizados en la década de 1970, correspondía a la irrigación de 100.000 ha, incluyendo el uso de los recursos hídricos trasvasados y subterráneos.

## Componentes del Proyecto Integral Olmos
El Proyecto Integral Olmos está compuesto de la siguiente manera:
- Primer Componente: Trasvase de Agua: este componente fue adjudicado a Concesionaria Trasvase Olmos en el 2004[3] y su operación inició en agosto de 2012.[4]
- Segundo Componente: Producción de Energía (850 GWh/año). El 15 de octubre de 2010 el  GRL firmó contrato de Concesión con Sindicato Energético S.A. (SINERSA).[4]
- Tercer Componente: Producción Agrícola (infraestructura de riego y puesta en valor de 38,000 ha. de tierras eriazas y mejoramiento de 5,500 ha. de tierras en Olmos,). el 11 de junio de 2010 el GRL firmó contrato de Concesión con H2Olmos S.A. y la operación inició en noviembre de 2014.[4]

De estos tres componentes actualmente sólo se desarrollan el de trasvase e irrigación.

### Trasvase del Proyecto Olmos
Las obras de Trasvase de Olmos fueron otorgados en concesión a Concesionaria Trasvase Olmos S.A., a la empresa de la Organización Odebrecht, para la construcción, operación y mantenimiento de las obras por un periodo de 20 años. 4 años son de ejecución y 16 años de operación y mantenimiento.
Es una de las obras de mayor dificultad en el mundo, consiste en derivar las aguas del Río Huancabamba, perteneciente a la cuenca del Atlántico hacia la cuenca del Pacífico, lo cual implica la construcción de la presa Limón y atravesar la cordillera de los Andes con un túnel trasandino de 19.3 km de longitud llegando a tener 2 km de cobertura. En julio de 2010, quedaba pendientes por perforar aproximadamente 3.700 metros del túnel trasandino.
Para realizar esta complicada obra de ingeniería los trabajos se realizan paralelamente en dos frentes de trabajo, el lado occidente realizado por la máquina perforadora TBM y el lado de oriente realizado de manera más artesanal con explosivos estando divididos por la Cordillera de los Andes. El término de perforación del túnel de trasvase fue en diciembre de 2011.

#### Inauguración
El 18 de noviembre de 2014 se inauguró el trasvase del proyecto Olmos que demando 580 millones de dólares

### Proyecto Hidroeléctrico
Contempla una línea de trasmisión para conectar la central hidroeléctrica con el sistema interconectado nacional, Sinersa pagará 4,75 por ciento de la producción de la energía eléctrica al gobierno regional por el uso de la infraestructura y gran parte de la producción de energía será vendida a las empresas nuevas asentadas en el área de influencia del Proyecto Olmos.
El desarrollo no se inició por retraso en la emisión de la licencia de construcción por parte del municipio de Kañaris, siendo la fecha de construcción a partir de 2023 y de inicio de operaciones comerciales postergada del 7 de octubre de 2020 al 16 de julio de 2026.

### Proyecto de Irrigación
La concesión del Proyecto de Irrigación Olmos otorgada a H2Olmos S.A., empresa de la organización Odebrecht, comprende la irrigación un total de 43,500 (Ha) de las que 38,000 hectáreas (Ha) de Tierras Nuevas de propiedad del Gobierno Regional de Lambayeque GRL y 5,500 hectáreas (Ha) del Valle Viejo y la Comunidad Campesina Santo Domingo de Olmos, mediante el desarrollo y gestión de infraestructura hidráulica.
El Proyecto Irrigación Olmos forma una parte del Proyecto Olmos que comprende el trasvase de las aguas del río Huancabamba de la vertiente del Atlántico hacia la vertiente del Pacífico a través de un túnel trasandino de 20 km, el cual se encuentra en construcción por parte de Concesionaria Trasvase Olmos en el marco del contrato de concesión suscrito en el 2004. La construcción del túnel se estima finalizaría a inicios del primer trimestre del 2012.
Para fines del tercer trimestre del 2010 se convocará a una subasta pública para la venta de los lotes de tierras para el desarrollo y ejecución de proyectos agrícolas, incluyendo la prestación del servicio de captación, conducción y distribución de agua, los cuales se formalizarán a través de la suscripción de un contrato de compraventa y un contrato de servicio.

#### Ubicación
Ubicado a 900 km al norte de Lima en el departamento de Lambayeque, el Proyecto de Irrigación Olmos, es un eje importante para el desarrollo agroindustrial del norte del Perú, ampliando la frontera agrícola mediante la irrigación de las pampas de Olmos, que  carecía  de agua e infraestructura hidráulica.
Las tierras del Proyecto se encuentran a una distancia de 107 km del Océano Pacífico desde el centro del predio a irrigar y aproximadamente a 670 km de la línea del Ecuador, estando ubicado entre los 6˚0’ y ˚6˚13’ latitud sur y 79˚55’ y 80˚08’ longitud oeste aproximadamente.

## Las principales obras realizadas
- La Presa Limón con una altura de 43mt y un volumen de 30 millones de m³
- El túnel trasandino de 19 km de longitud para trasladar agua a razón de 406 hectómetros cúbicos al año.[4]
- Bocatoma La Juliana para Valle viejo
- Bocatoma Miraflores para las áreas agroindustriales de tierras nuevas
- Desarenador Miraflores
- las puertas radiales de entrada y salida del aliviadero
- 13 km de canal conductores de agua
- 2 km de túneles
- embalse de regulación horaria Palo Verde
- 67 km de tubería de agua presurizada
- 85 km de líneas de trasmisión eléctrica
- 95 km de carreteras de acceso y servicio

### Obras en occidente
Túnel de Quebrada Lajas: Es una extensión lateral del Túnel Trasandino con 525 m de longitud y una sección circular de 5.30 m. Ha sido excavado y revestido para permitir la evacuación de las aguas trasvasadas a la Quebrada Lajas.
Túnel Trasandino: Tiene una longitud de 19.3 km, de los cuales, para el año 2004, estaban pendientes de excavación 14km. La sección de perforación es de 5.33 m y se tienen coberturas superiores a los 2000 metros por estar atravesando por debajo de la Cordillera de los Andes lo que dio mayores dificultades por los derrumbes que se ocasionaron. Su excavación fue realizada mediante el uso de una máquina perforadora de túneles (TBM por sus siglas en inglés - Tunnel Boring Machine), un recorrido de 15 km para encontrarse con la cuadrilla que trabajaba desde el oriente.

### Obras en oriente
El túnel es realizada con explosivos y dos perforadoras Jumbo sencillas de 500 HP que avanzaron unos cinco kilómetros hasta encontrarse con el túnel realizado por la máquina perforadora especial TBM. Las obras comprende inicialmente de dos bocatomas, una presa, dos compuertas radiales y tres compuertas auxiliares para mantenimiento.
- Bocatoma provisional: Ubicada al pie de la Presa Limón, cuenta con dos compuertas de 42 m3/s cada uno y un conducto blindado de 320 m de longitud y 3.50 m de diámetro, que permite la interconexión con el Túnel Trasandino.
- Bocatoma definitiva: Ubicada aguas arriba de la Presa Limón, en la Quebrada Los Burros, tendrá uso cuando la Presa Limón se eleve hacia su altura final de diseño (85 m). Consiste en la excavación y sostenimiento de un túnel de una longitud de 1.12 km y una sección 5.3 m.
- Reubicación del Oleoducto Nor Peruano: Considerando que la ubicación original del Oleoducto Norperuano generaba una interferencia importante para el Proyecto, 5.5 km de este han sido reubicados.
- Presa Limón: permite tener un embalse con una capacidad de 44 millones de m³ en total. Consiste en una presa de enrocado con cara de concreto y cortina impermeabilizante que demanda 1.000,000 m³ de diversos agregados para una altura de 43 m y una longitud de cresta de 350 m.
- Sistema de Desvío:

Aliviadero: Estructura de concreto con conjunto de compuertas radiales con capacidad de evacuar 1700 m3/s de agua.
Purga: Estructura de concreto al pie de la Presa Limón con una capacidad de 350 m3/s, permitirá purgar el embalse en los momentos de avenidas.
Túnel de Desvío: Con una longitud de 210 m y una sección de 145 m², permitirá la derivación de las aguas del río Huancabamba para la ejecución de la Presa Limón y, posteriormente, será parte de la operación del Aliviadero y del Sistema de Purga.

## Beneficios
El proyecto genera empleo de unos 40,000 empleos directos y unos 200,000 empleos indirectos.  
De acuerdo con Pro Olmos (asociación que agrupa a las empresas agroexportadoras que operan las Tierras Nuevas de Olmos), el proyecto "permitió impulsar el 65% de las agroexportaciones de Lambayeque en 2022", cuyos destinos principales son Europa y Norteamérica. Según el Ministerio de Comercio Exterior y Turismo (Mincetur), al cierre del 2021, tres empresas agrícolas de Olmos se encuentran ubicadas en el top 10 a nivel nacional.